# Nadány
Nadány (1898-ig Nedanócz, szlovákul Nedanovce) község Szlovákiában, a Trencséni kerületben, a Simonyi járásban.

## Fekvése
Simonytól 7 km-re délnyugatra fekszik.

## Története
A régészeti leletek tanúsága szerint a község területét már a korai kőkorszakban is lakták.
Első írásos említése 1344-ből származik. A nyitrai vár uradalmához tartozott, 1352-től az Apponyi család birtoka. 1553-ban uradalmi major és 12 porta állt a településen. Lakói mezőgazdasággal foglalkoztak, emellett főként gyümölcstermesztésből, káposztatermesztésből és fuvarozásból éltek. 1715-ben 13 adózó háztartása volt. 1778-ban 3 nemesi, 20 jobbágy, 12 zsellér háztartása található itt 347 lakossal. A 18. századtól jelentős szőlőtermesztéssel és borászattal is rendelkezett. A 19. században báró Gregor Friesenhof osztrák diplomata lett a község birtokosa. 1828-ban 67 házában 467 lakos élt.
Vályi András szerint "NEDANÓCZ. Tót falu Nyitra Várm. lakosai katolikusok, fekszik Krasznónak szomszédságában, és annak filiája, földgye, réttye jó, piatzozása Nagy Tapolcsányon, Bánon, Oszlányon."
Fényes Elek szerint "Nedanocz, tót falu, Nyitra vmegyében, Ó-Krasznó vagy Széplak mellett: 459 kath., 8 zsidó lak. F. u. a posoni seminarium. Ut. p. Nagy-Ripény."
1873 és 1883 között meteorológiai állomás és szeszfőzde működött a községben.
A trianoni békeszerződésig Nyitra vármegye Nyitrazsámbokréti járásához tartozott.

## Népessége
| Év:            | 1994. | 2004.    | 2014.   | 2024.   |
| -------------- | ----- | -------- | ------- | ------- |
| Emberek száma: | 557   | 615      | 621     | 620     |
| Eltérés:       |       | +10,41 % | +0,97 % | -0,16 % |

| Év:            | 2023. | 2024.   |
| -------------- | ----- | ------- |
| Emberek száma: | 623   | 620     |
| Eltérés:       |       | -0,48 % |

1880-ban 533 lakosából 492 szlovák és 1 magyar anyanyelvű volt.
1890-ben 507 lakosából 497 szlovák és 3 magyar anyanyelvű volt.
1900-ban 635 lakosából 605 szlovák és 16 magyar anyanyelvű volt.
1910-ben 744 lakosából 666 szlovák és 73 magyar anyanyelvű volt.
1921-ben 713 lakosából 694 csehszlovák volt.
1930-ban 710 lakosából 701 csehszlovák volt.
1991-ben 624 lakosából 620 szlovák volt.
2001-ben 606 lakosából 601 szlovák és 3 magyar volt.
2011-ben 648 lakosából 638 szlovák és 3 magyar volt.

## Neves személyek
- Itt élt Friesenhof Gergely (1840-1913) földbirtokos, meteorológus.

## Nevezetességei

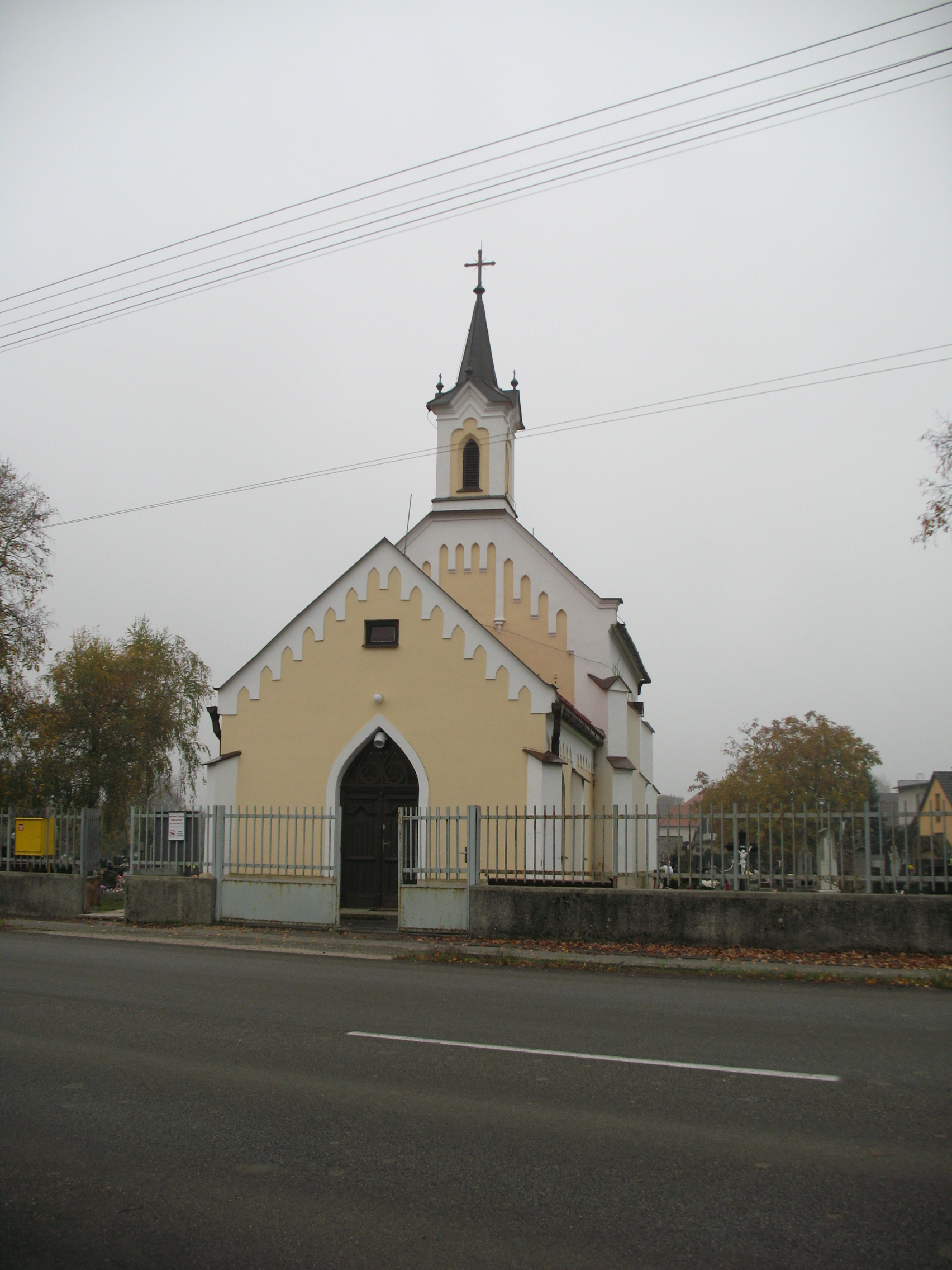
Templom
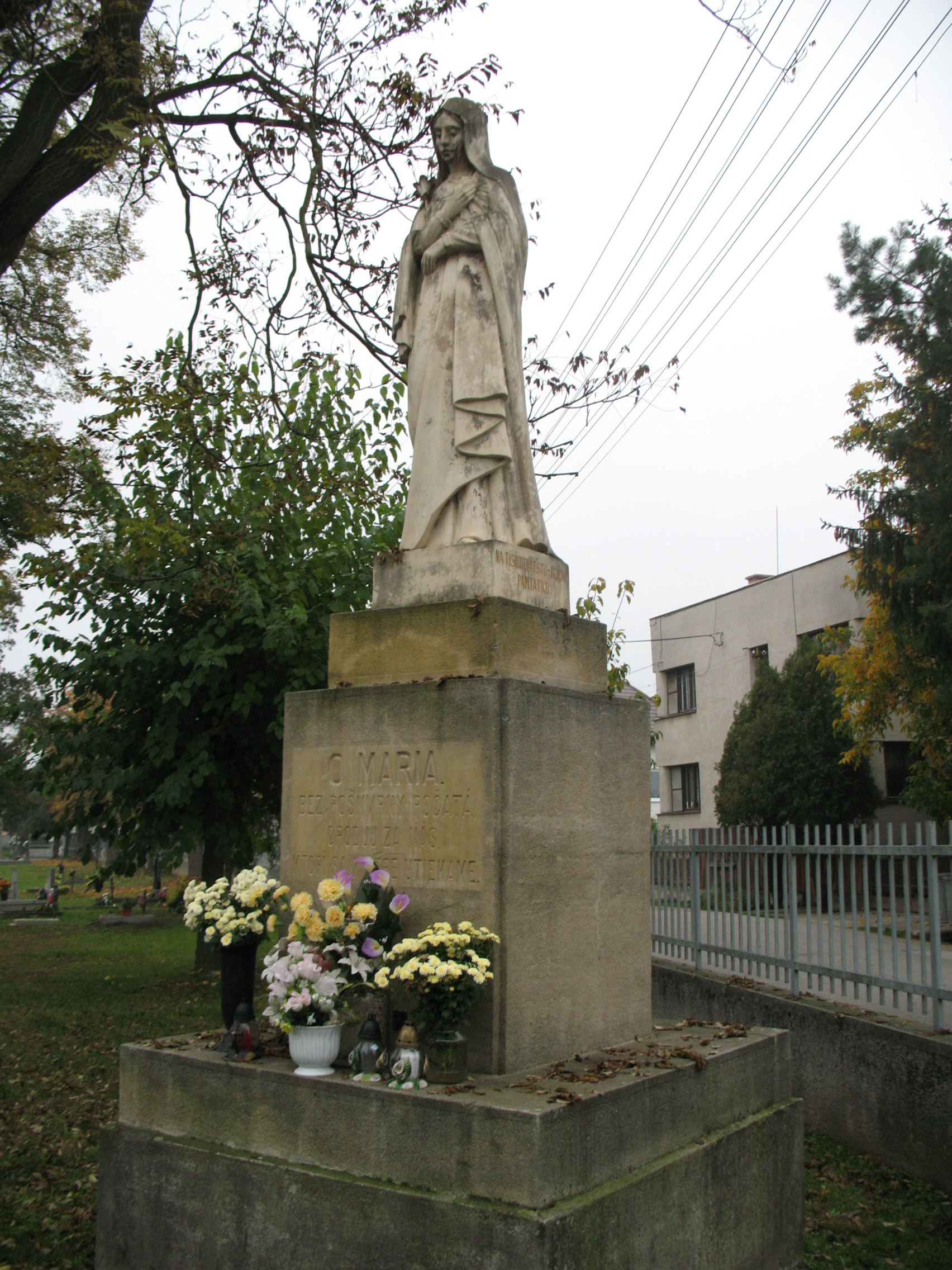
Szűz Mária
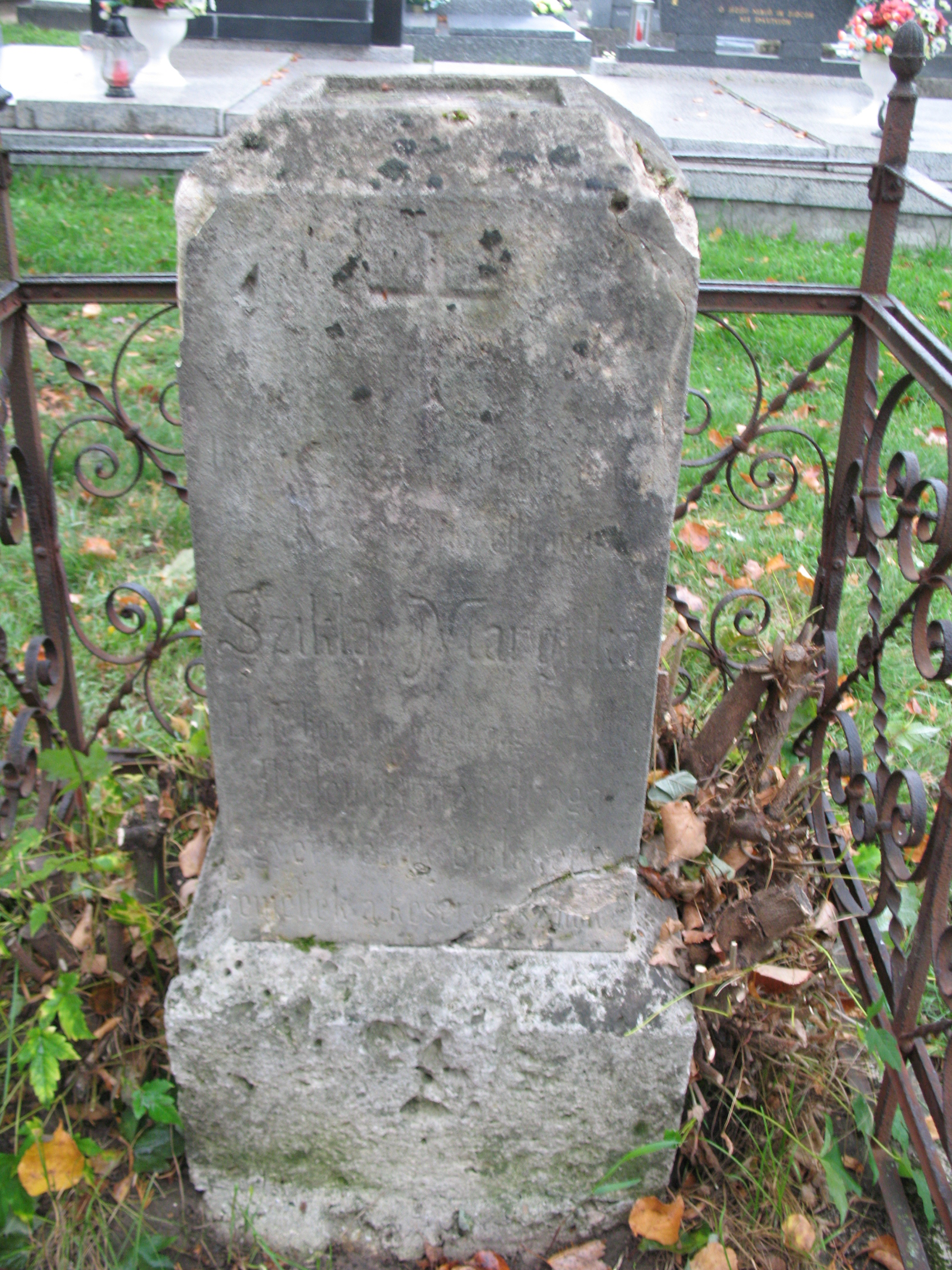
Magyar sírkő
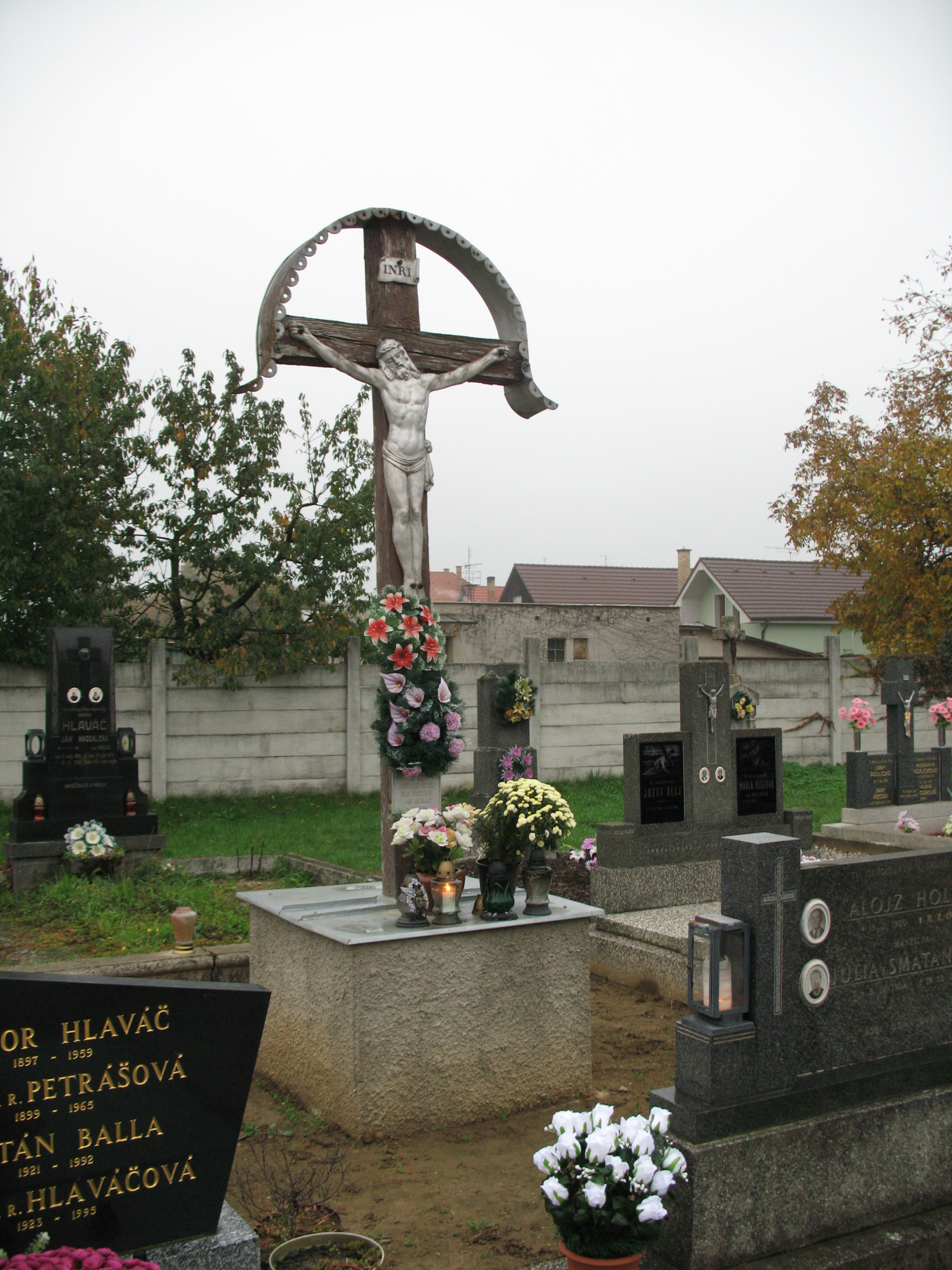
Kereszt 1923-ból
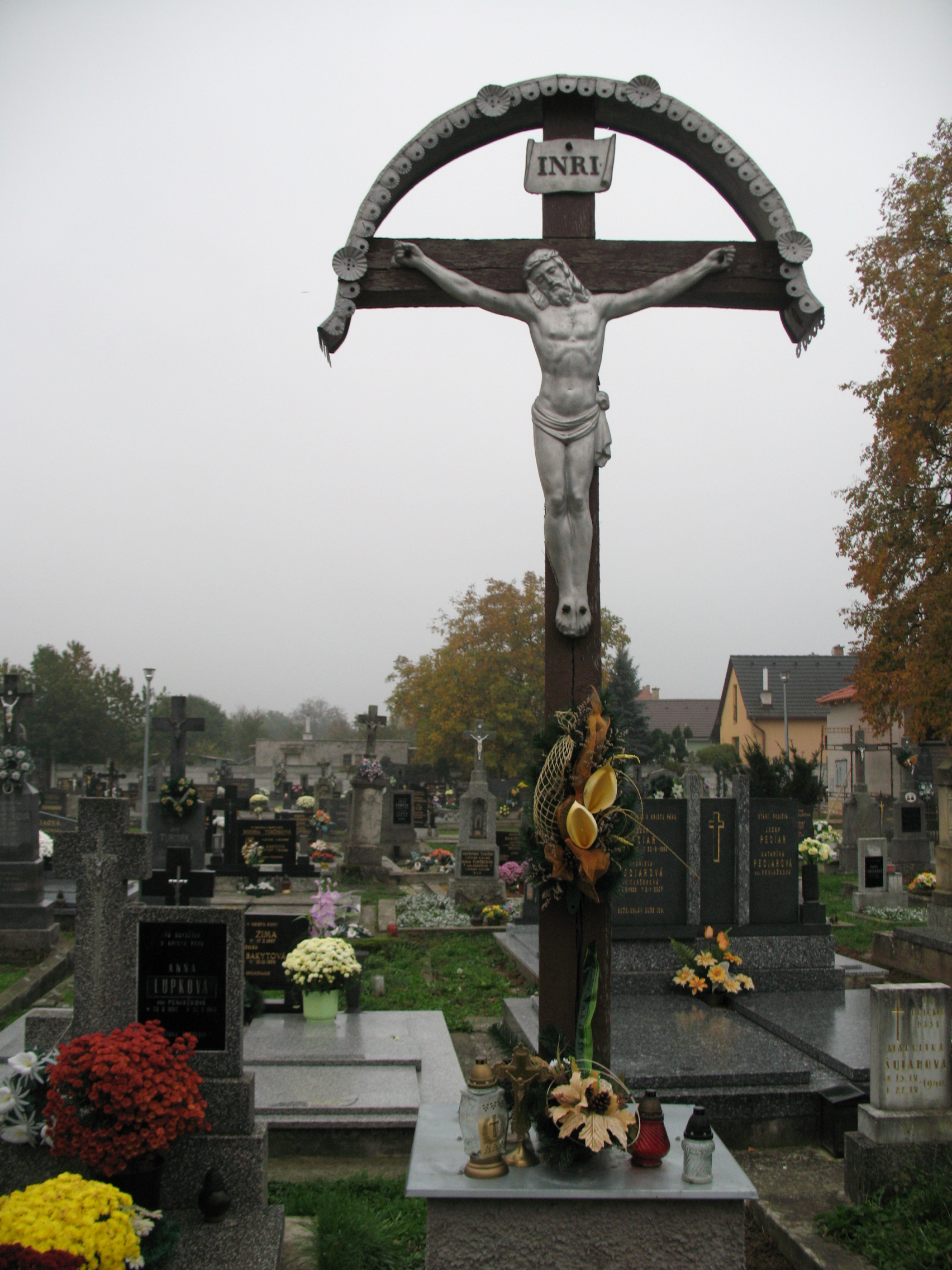
Temető

- Temetőkápolnája a 19. században épült neoromán stílusban.
- A falu haranglába szintén 19. századi.
- A községben a régi népi építészet számos szép példája megtalálható.

## Külső hivatkozások
- Községinfó
- Nadány Szlovákia térképén
- E-obce.sk Archiválva 2007. szeptember 12-i dátummal a Wayback Machine-ben